# Take Me to Church
Take Me to Church ist ein Rocksong des irischen Sängers Hozier. Das Stück erreichte in zahlreichen Ländern hohe Platzierungen in den Musikcharts.

## Entstehung
Hozier kritisierte in einem Interview die katholische Kirche unter anderem in seinem Heimatland Irland für ihre Haltung gegenüber Frauen und Homosexuellen, da nach seiner Ansicht die beiden Personengruppen von der Kirche pauschal als „Sünder“ verurteilt werden. Daher schrieb er das Lied, um den Liebesakt, gleich welcher Sexualität, als etwas Positives und Menschliches darzustellen. Hozier wurde unter anderem von Texten des Autors Christopher Hitchens beeinflusst.

## Inhalt
Das Lyrische Ich des Songs huldigt seiner Liebe, indem er sie mit einer Religion vergleicht. Dies wird unter anderem an den Textzeilen „I should've worshipped her sooner“ („Ich hätte sie früher anbeten sollen“), „The only heaven I’ll be sent to is when I’m alone with you“ („Mit dir allein zu sein ist der einzige Himmel, in den ich kommen werde“) sowie der mehrmaligen Verwendung des Wortes Amen verdeutlicht.
Die Zeile „I was born sick, command me to be well“ („Ich wurde krank geboren, befiehl mir, gesund zu sein“) ist an den Vers „Created sick, commanded to be Sound“ („Krank erschaffen, zum Gesundsein verpflichtet“) des Dichters Fulke Greville angelehnt.
Unter anderem im Refrain wird die Kirche für ihre Einstellung zur (gleichgeschlechtlichen) Liebe kritisiert, beispielsweise durch Sätze wie „I’ll worship like a dog at the shrine of your lies“ („Ich werde wie ein Hund den Altar aus deinen Lügen anbeten“) und „I’ll tell you my sins so you can sharpen your knife“ („Ich erzähle dir von meinen Sünden, damit du dein Messer schärfen kannst“).

## Musikvideo
Es wurde ein Musikvideo zu Take Me to Church in schwarz-weiß gedreht. In diesem wird die Beziehung eines homosexuellen Paares gezeigt. Als die Verbindung offenkundig wird, wird das Haus eines der beiden Männer von einer Gruppe Vermummter mit Molotowcocktails beworfen, er wird verschleppt und verprügelt. Im Video werden im Fernsehen übertragene Demonstrationen gezeigt, auf denen die Teilnehmer Schilder in kyrillischer Schrift hochhalten. Dies ist eine Anspielung auf die weitverbreitete Homophobie in Russland. Im Video vergräbt einer der Männer eine mit Ketten versehene Schatulle, die von den Vermummten gefunden wird. Letztere versuchen, die Schatulle zu öffnen, bleiben jedoch erfolglos und werfen sie daher in ein selbst gelegtes Feuer, das einem Scheiterhaufen ähnelt.

## Rezeption

### Rezensionen
Adam R. Holz von pluggedin.ca lobte die starke und bildhafte Sprache des Liedes sowie die Fähigkeit des Sängers, Subversionen eindrucksvoll zu verwenden. Nick Messitte der Zeitschrift Forbes äußerte sich positiv über die berührende und sensible Behandlung eines schwierigen Themas. Andy Greene vom Rolling Stone bezeichnete das Lied als Ballade, die Blues, Gospel, Folk und Soul miteinander vereint.

### Preise
Das Lied wurde bei den Teen Choice Awards 2015 zum beliebtesten Rocksong gewählt. Im selben Jahr gewann es bei den Billboard Music Awards den Titel Bester Rocksong, der BBC Music Award kürte es zum Song of the Year. Außerdem war es 2015 in der Kategorie Best Song of the Year für einen Grammy nominiert.

## Kommerzieller Erfolg
Im Jahr 2014 war das Stück mit 87 Millionen Streams der erfolgreichste Titel auf Spotify. Im Mai 2023 zählte das Lied auf YouTube über 730 Millionen Klicks.

### Chartplatzierungen
Das Stück erreichte unter anderem in Deutschland, Österreich und Frankreich hohe Platzierungen in den Singlecharts.
| ChartsChartplatzierungen       | Höchstplatzierung | Wochen |
| ------------------------------ | ----------------- | ------ |
| Deutschland (GfK)              | 2 (62 Wo.)        | 62     |
| Irland (IRMA)                  | 2 (138 Wo.)       | 138    |
| Österreich (Ö3)                | 1 (42 Wo.)        | 42     |
| Schweiz (IFPI)                 | 1 (68 Wo.)        | 68     |
| Vereinigte Staaten (Billboard) | 2 (41 Wo.)        | 41     |
| Vereinigtes Königreich (OCC)   | 2 (117 Wo.)       | 117    |

| ChartsJahrescharts (2014)    | Platzierung |
| ---------------------------- | ----------- |
| Deutschland (GfK)            | 61          |
| Vereinigtes Königreich (OCC) | 66          |

| ChartsJahrescharts (2015)      | Platzierung |
| ------------------------------ | ----------- |
| Deutschland (GfK)              | 30          |
| Österreich (Ö3)                | 15          |
| Schweiz (IFPI)                 | 7           |
| Vereinigte Staaten (Billboard) | 14          |
| Vereinigtes Königreich (OCC)   | 3           |

| ChartsJahrescharts (2023)    | Platzierung |
| ---------------------------- | ----------- |
| Vereinigtes Königreich (OCC) | 68          |

| ChartsJahrescharts (2024)    | Platzierung |
| ---------------------------- | ----------- |
| Vereinigtes Königreich (OCC) | 65          |

| ChartsJahrescharts (2010–2019) | Platzierung |
| ------------------------------ | ----------- |
| Österreich (Ö3)                | 36          |
| Vereinigte Staaten (Billboard) | 91          |
| Vereinigtes Königreich (OCC)   | 17          |

### Auszeichnungen für Musikverkäufe
| Land/Region                  | Auszeichnungen für Musikverkäufe (Land/Region, Auszeichnung, Verkäufe) | Verkäufe   |
| ---------------------------- | ---------------------------------------------------------------------- | ---------- |
| Australien (ARIA)            | 18× Platin                                                             | 1.260.000  |
| Belgien (BRMA)               | 3× Platin                                                              | 90.000     |
| Brasilien (PMB)              | 2× Diamant                                                             | 500.000    |
| Dänemark (IFPI)              | 5× Platin                                                              | 450.000    |
| Deutschland (BVMI)           | 7× Gold                                                                | 1.050.000  |
| Frankreich (SNEP)            | Diamant                                                                | 365.000    |
| Italien (FIMI)               | 7× Platin                                                              | 350.000    |
| Kanada (MC)                  | Diamant                                                                | 800.000    |
| Mexiko (AMPROFON)            | Gold                                                                   | 30.000     |
| Neuseeland (RMNZ)            | 9× Platin                                                              | 270.000    |
| Niederlande (NVPI)           | 3× Platin                                                              | 240.000    |
| Norwegen (IFPI)              | 7× Platin                                                              | 280.000    |
| Österreich (IFPI)            | Platin                                                                 | 30.000     |
| Portugal (AFP)               | 2× Platin                                                              | 20.000     |
| Schweden (IFPI)              | 9× Platin                                                              | 360.000    |
| Schweiz (IFPI)               | Platin                                                                 | 30.000     |
| Spanien (Promusicae)         | 4× Platin                                                              | 240.000    |
| Vereinigte Staaten (RIAA)    | 15× Platin                                                             | 15.000.000 |
| Vereinigtes Königreich (BPI) | 7× Platin                                                              | 4.200.000  |
| Insgesamt                    | 2× Gold · 84× Platin · 5× Diamant ·                                    | 25.565.000 |

Hauptartikel: Hozier/Auszeichnungen für Musikverkäufe